# Dennis Morris
Pour les articles homonymes, voir Morris.
 (mai 2025).
La mise en forme du texte ne suit pas les recommandations de Wikipédia : il faut le « wikifier ».
Les points d'amélioration suivants sont les cas les plus fréquents :
- Les titres sont pré-formatés par le logiciel. Ils ne sont ni en capitales, ni en gras.
- Le texte ne doit pas être écrit en capitales (les noms de famille non plus), ni en gras, ni en italique, ni en « petit »…
- Le gras n'est utilisé que pour surligner le titre de l'article dans l'introduction, une seule fois.
- L'italique est rarement utilisé : mots en langue étrangère, titres d'œuvres, noms de bateaux, etc.
- Les citations ne sont pas en italique mais en corps de texte normal. Elles sont entourées par des guillemets français : « et ».
- Les listes à puces sont à éviter, des paragraphes rédigés étant largement préférés. Les tableaux sont à réserver à la présentation de données structurées (résultats, etc.).
- Les appels de note de bas de page (petits chiffres en exposant, introduits par l'outil «  Source ») sont à placer entre la fin de phrase et le point final[comme ça].
- Les liens internes (vers d'autres articles de Wikipédia) sont à choisir avec parcimonie. Créez des liens vers des articles approfondissant le sujet. Les termes génériques sans rapport avec le sujet sont à éviter, ainsi que les répétitions de liens vers un même terme.
- Les liens externes sont à placer uniquement dans une section « Liens externes », à la fin de l'article. Ces liens sont à choisir avec parcimonie suivant les règles définies. Si un lien sert de source à l'article, son insertion dans le texte est à faire par les notes de bas de page.
- La présentation des références doit suivre les conventions bibliographiques. Il est recommandé d'utiliser les modèles {{Ouvrage}}, {{Chapitre}}, {{Article}}, {{Lien web}} et/ou {{Bibliographie}}. Le mode d'édition visuel peut mettre en forme automatiquement les références.
- Insérer une infobox (cadre d'informations à droite) n'est pas obligatoire pour parachever la mise en page.

Pour une aide détaillée, merci de consulter Aide:Wikification.
Si vous pensez que ces points ont été résolus, vous pouvez retirer ce bandeau et améliorer la mise en forme d'un autre article.
Dennis Morris, né en 1960 à Kingston en Jamaïque, est un photographe britannique, surtout connu pour ses images de Bob Marley et des Sex Pistols,.
Du 5 février au 18 mai 2025, la Maison européenne de la photographie à Paris présente Music + Life, une rétrospective de l’œuvre de Morris, comprenant des clichés réalisés à Londres ainsi que des portraits de Bob Marley et des Sex Pistols,.

## Biographie
En 1974, alors qu’il était encore lycéen à Londres, Dennis Morris apprit que Bob Marley se produisait au Speakeasy Club, dans la Great Marlborough Street. Il s’y rendit en journée, rencontra Bob Marley et lui demanda s’il pouvait le photographier. Bob Marley accepta et, en apprenant que Morris souhaitait devenir photographe, lui déclara : « Tu es photographe ». Le lendemain, Morris partit en tournée avec le groupe dans leur van Transit. Il photographia Marley jusqu’à la mort du chanteur en 1981.
En mai 1977, après avoir été personnellement contacté par John Lydon à la suite de la signature des Sex Pistols chez Virgin Records, Morris passa un an avec le groupe et les documenta,,.En 1978, il accompagna le patron de Virgin, Richard Branson, en Jamaïque pour une mission de repérage de nouveaux talents. Morris persuada Virgin que John Lydon devait faire partie du voyage.
Morris décrit son style comme du « reportage », et cite parmi ses influences Robert Capa et Don McCullin. Il utilisait un appareil Leica, estimant que sa petite taille permettait de l’emporter partout sans attirer l’attention, et ainsi « faire tomber les barrières ».
En 1979, Morris créa le logo du groupe Public Image Ltd ainsi que le design de la pochette innovante de l’album Metal Box. Il devint ensuite directeur artistique chez Island Records, réalisant les pochettes d’albums de Linton Kwesi Johnson, Marianne Faithfull (Broken English), et Bob Marley.
Au milieu de l’année 1979, il remplaça Don Letts au chant dans le groupe Basement 5, fusion de reggae et de punk. Il créa l’identité visuelle du groupe (logo, photos, graphisme) et obtint un contrat d’enregistrement avec Island Records. Leurs albums 1965–1980 et Basement in Dub furent produits par Martin Hannett en 1980, et réédités par le label PIAS en 2017,.
En 2000, Morris se rendit aux Philippines pour photographier la crucifixion de l’artiste Sebastian Horsley. En 2002, à l’occasion du 40e anniversaire de l’indépendance de la Jamaïque, il fut mandaté par BBC Two pour documenter les grandes figures du reggae, la culture urbaine jamaïcaine et l’énergie du dancehall dans la série télévisée primée et le livre Reggae: The Story of Jamaican Music.
En juin 2005, la galerie Spectrum London présenta une exposition de ses photographies sur la vie quotidienne, les cérémonies et les rituels de la communauté aborigène Mowanjum en Australie. L’exposition fut bénie par le chef tribal Francis Firebrace, vêtu de peinture corporelle et d’habits traditionnels. En 2008, Morris fut invité à exposer une nouvelle série au Today Art Museum de Pékin, dans le cadre du programme culturel des Jeux olympiques.
Une grande installation de ses photographies punk fut présentée en 2010 aux Rencontres d’Arles dans le cadre de l’exposition I am a cliché, Echoes of the Punk Aesthetic, sous le commissariat d’Emma Lavigne. En 2013, il collabora avec Shepard Fairey sur le projet S.I.D (Superman Is Dead), présenté à la galerie Subliminal Projects de Los Angeles,. En avril 2014, il exposa une vaste collection de ses clichés de Bob Marley à la Known Gallery à Los Angeles,.
Début 2016, la BBC Four lui consacra un documentaire dans le cadre de sa série What Do Artists Do All Day?. La même année, l’Institute of Contemporary Arts à Londres présenta une exposition de ses travaux en design, direction artistique et photographie pour Public Image Ltd.
En 2018, la plateforme Nowness réalisa un court-métrage sur Morris à Tokyo pour sa série Photographers in Focus. En 2023, il exposa une série intitulée Colored Black au Kyotographie International Photography Festival au Japon.

## Collections
Certaines de ses photographies issues de sa collection Growing Up Black font partie de la collection de la Tate Britain et ont été présentées dans une exposition intitulée Stan Firm inna Inglan, de novembre 2016 à novembre 2017,.
Une autre série de travaux, Southall – a home from home, a été acquise avec le soutien du Heritage Lottery Fund et est conservée dans les archives du musée de Gunnersbury Park à Londres,. Growing Up Black, une collection de ses photographies de la communauté noire à Hackney, fait également partie de la collection permanente du Hackney Museum. Le Victoria and Albert Museum a également acquis certaines photographies de cette série.

## Livres
- - Destroy: Sex Pistols 1977. Creation Books, 1998.  (ISBN 9781871592740)
  - Bob Marley: A Rebel Life: A Photobiography 1973–1980. Plexus Publishing, 1999.  (ISBN 0-85965-268-8)
  - Southall – a Home from Home. Olympus, 1999.  (ISBN 1-84068-054-7)
  - A Bitta PIL. Parco Publishing, 2011.  (ISBN 978-4-89194-890-0)
  - Growing Up Black. Autograph ABP, 2012.  (ISBN 978-1-899282-14-2)
  - This is the one: a photo essay on the rise of the Stone Roses. WSI, 2012.  (ISBN 9780957247109)
  - "Resurrection." Space Shower Books, 2013.  (ISBN 978-4906700912)
  - The Bollocks: a photo essay of the Sex Pistols. Zero + Publishing, 2014.  (ISBN 978-1-937222-40-6)
  - Super Perry: The Iconic Images of Lee Scratch Perry. TANG DENG Co., 2022.  (ISBN 9784908749339)
  - "Colored Black" HeHe, 2023.  (ISBN 9784908062520)
  - "Portraits of the King." photographs of Bob Marley, TANG DENG Co.,2023  (ISBN 9780500028377)
  - Music + Life Thames & Hudson, 2025.  (ISBN 9780500028377)

## Expositions
- - 2008: Timeless, Mori Tower Gallery, Tokyo, Japan[30].
  - 2008: 8 Visions, one Dream, Today Art Museum, Beijing, China[31].
  - 2009: Growing Up Black, Hackney Museum, London, UK[32].
  - 2009: Marianne Faithfull: unseen images from the Broken English session, Snap Galleries, London, UK[33].
  - 2010: Rencontres d'Arles festival, Arles, France[34].
  - 2011: A Bitta PIL, PARCO Factory, Tokyo, Japan[35].
  - 2012: No, collaboration with Tim Noble and Sue Webster, Vinyl Factory, London, UK[36].
  - 2013: SID (Superman Is Dead), collaboration with Shepard Fairey, Subliminal Projects, Los Angeles, USA[37].
  - 2014: Bob Marley: Giant, Known Gallery, Los Angeles, USA[38].
  - 2014: The Bollocks, Known Gallery, Los Angeles, USA[5].
  - 2015: Staying Power, V&A Museum, London, UK (group show)[39]
  - 2016: PiL first issue to Metal Box, ICA, London[40],
  - 2016: "Punk in Britain", Galleria Carla Sozzani, Milan, Italy (group show)[41]
  - 2017: "Stan Firm inna ingland", Tate Britain, London, UK, (group show)[42]
  - 2018: "Liam Gallagher, Rock'n'Roll Star", BookMarc, Tokyo, Japan[43]
  - 2020: "Dub London", Museum of London, London, UK[44]
  - 2021: "Life Between Islands", Tate Britain, London, UK[45]
  - 2022: "Super Perry" the iconic images of Lee Scratch Perry, BookMarc, Tokyo, Japan[46]
  - 2022: "Superman Is Dead" on Sid Vicious, Covent Garden, London, UK[47]
  - 2022: "Super Perry" the iconic images of Lee Scratch Perry, 30 Old Burlington Street, London, UK[48]
  - 2023: "Colored Black", Kyotographie, Kyoto, Japan[49]
  - 2023: "Portraits of the King" Agnes b Galerie Boutique, Tokyo, Japan[50]
  - 2023/2024: "Colored Black", Galerie du Jour, Paris, France
  - 2025: Music + Life, Maison européenne de la photographie, Paris, 5 February — 18 May 2025[3].